# アブドッラヒーム・アル＝キーブ
アブドッラヒーム・ハーリド・アブドルハーフィズ・アル＝キーブ（アラビア語: عبد الرحيم خالد عبد الحافظ الكيب, ラテン文字転写: Abdurrahim Khaled Abdulhafiz El-Keib、1950年3月2日 - 2020年4月21日）は、リビアの政治家、電気工学者。2011年より2012年まで同国暫定首相を務めた。

## 経歴
1950年、イギリス軍政下のトリポリタニアに生まれる。トリポリ大学工学部電気技術科を卒業後はアメリカ合衆国に留学し、南カリフォルニア大学及びノースカロライナ州立大学に学ぶ。
1984年12月、ノースカロライナ州立大学より工学博士号を贈られる。
1985年、アラバマ大学より助教授として招聘され、電気工学の教鞭を執る。1996年には教授に昇格。その後、母校のトリポリ大学、アメリカン大学シャールジャ校などでも教鞭を執っていた。
アラブ首長国連邦の石油研究所関係の業務をしていたが、2011年に母国リビアの政治激変を受けてリビア国民評議会に参加、ムアンマル・アル＝カッザーフィー政権崩壊後の10月31日にリビア暫定政権首班に選出され、11月24日にキーブ暫定政権が正式に発足した。2012年9月12日に次期首相としてムスタファー・アブーシャーグールが議会で選出されたが、期限内の組閣に失敗したため解任され、かつアル＝キーブ政権は信任されたため、当分の間は首相として暫定政権を率いることとなった。その後、10月31日にアリー・ゼイダーンを首班とする移行政権が議会より承認され、11月14日に正式に発足し、アル＝キーブは首相を退任した。2020年4月21日に心臓発作のため70歳で死去。